# Käthe-Kollwitz-Preis

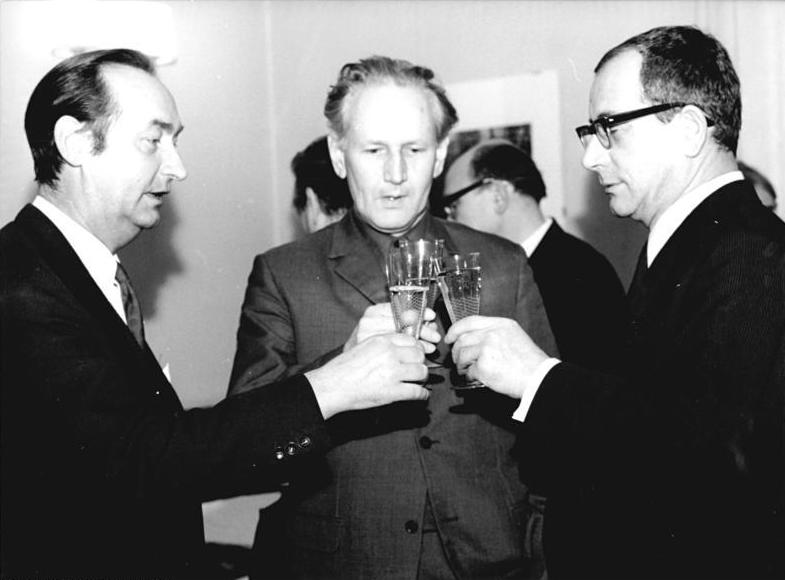
Uitreiking der prijs in 1968 aan Willi Sitte

De Käte-Kollwitz-Preis is een naar de Duitse kunstenares Käthe Kollwitz genoemde prijs voor beeldend kunstenaars, die in 1960 werd ingesteld door de Akademie der Künste der DDR.

## De prijs
De prijs wordt jaarlijks verleend door de Berlijnse Akademie der Künste aan een kunstenaar voor een bepaald werk of voor het gehele oeuvre. Naast een geldbedrag krijgt de prijswinnaar eveneens een expositie van zijn werk in het academiegebouw.

## Prijswinnaars sinds 1960
- 1960 Karl Erich Müller
- 1961 Arno Mohr
- 1962 Sella Hasse
- 1964 Herbert Tucholski
- 1965 Fritz Duda
- 1966 Fritz Dähn
- 1967 Otto Nagel
- 1968 Willi Sitte
- 1969 Theo Balden
- 1970 Gerhard Kettner
- 1971 Curt Querner
- 1972 Herbert Sandberg
- 1973 René Graetz
- 1974 Wieland Förster
- 1975 Werner Stötzer
- 1976 Harald Metzkes
- 1977 Horst Zickelbein
- 1978 Dieter Goltzsche
- 1979 Wilfried Fitzenreiter
- 1980 Werner Tübke
- 1981 Elizabeth Shaw
- 1982 Hans Vent
- 1983 Sabina Grzimek
- 1984 Manfred Böttcher
- 1985 Joachim John
- 1986 Gerhard Goßmann
- 1987 Max Uhlig
- 1988 Christa Sammler
- 1989 Claus Weidensdorfer
- 1990 Konrad Knebel
- 1991 Manfred Butzmann
- 1992 Lothar Böhme
- 1993 Martin Assig
- 1994 Karla Woisnitza
- 1995 Micha Ullman
- 1996 Martin Kippenberger
- 1997 Astrid Klein
- 1998 Miriam Cahn
- 1999 Mark Lammert
- 2000 Svetlana Kopystiansky
- 2001 Jürgen Schön
- 2002 Renate Anger
- 2003 Horst Münch
- 2004 Peter Weibel
- 2005 Lutz Dammbeck
- 2006 Thomas Eller
- 2007 Hede Bühl[1]
- 2008 Gustav Kluge
- 2009 Ulrike Grossarth
- 2010 Mona Hatoum
- 2011 Janet Cardiff
- 2012 Douglas Gordon
- 2013 Eran Schaerf
- 2014 Corinne Wasmuht
- 2015 Bernard Frize
- 2016 Edmund Kuppel
- 2017 Katharina Sieverding
- 2018 Adrian Piper